# Jachad (kibuc)
Jachad (hebr. יחד; ang. Yahad) – kibuc położony w Samorządzie Regionu Misgaw, w Dystrykcie Północnym, w Izraelu. Członek Ruchu Kibuców (Ha-Tenu’a ha-Kibbucit).

## Położenie
Kibuc Jachad jest położony na wysokości 451 metrów n.p.m. w północnej części Dolnej Galilei. Leży na wschodnim zboczu wzgórza Har Netofa (526 m n.p.m.), wchodzącego w skład grzbietu górskiego Gór Jatwat oddzielających położoną na północy Dolinę Sachnin od będącej na południu Doliny Bejt Netofa. Okoliczny teren stromo opada w kierunku południowym do Doliny Bejt Netofa, i łagodnie w kierunku północno-zachodnim do Doliny Sachnin. Na południowy zachód od osady przepływa strumień al-Chasin. W otoczeniu kibucu Jachad znajdują się miejscowości Arraba, Dejr Channa, Ajlabun i Bu’ejne Nudżejdat, oraz wioski komunalne Hararit i Awtaljon.

### Podział administracyjny
Jachad jest położony w Samorządzie Regionu Misgaw, w Poddystrykcie Akka, w Dystrykcie Północnym Izraela.

## Historia
Kibuc został założony w 1992 roku przez grupę młodych przyjaciół, którzy wychowali się w latach 80. XX wieku w sąsiedniej wiosce Hararit. Są to osoby zaangażowane w medytację transcendentalną. Z racji bliskiego położenia od siebie i faktu, że obie wioski są zamieszkane przez podobnie myślących ludzi, są one często uznawane za jedną osadę i nazywane Hararit-Jachad. Są one zarządzane przez jeden lokalny komitet, jednak ich mieszkańcy tworzą dwie odrębne spółdzielnie. Na początku XXI wieku kibuc przeszedł proces częściowej prywatyzacji.

## Kultura i edukacja
W kibucu jest ośrodek kultury. Dzieci są dowożone do przedszkola w sąsiedniej wiosce Hararit lub do szkoły podstawowej w wiosce Gilon.

## Gospodarka
Gospodarka kibucu opiera się na obsłudze ruchu turystycznego i usługach. Część mieszkańców dojeżdża do pracy poza kibucem.

## Transport
Przy wiosce przebiega droga nr 7955, którą jadąc na wschód dojeżdża się do wioski Hararit, lub jadąc na południowy zachód dojeżdża się do wioski Awtaljon i dalej do moszawu Jodfat oraz skrzyżowania z drogą nr 784.